# 26307 Friedafein
26307 Friedafein è un asteroide della fascia principale. Scoperto nel 1998, presenta un'orbita caratterizzata da un semiasse maggiore pari a 2,2955400 UA e da un'eccentricità di 0,1822824, inclinata di 5,35240° rispetto all'eclittica.